# Menecmi
Menaechmi (Menecmi o I due Menecmi) è una commedia di Plauto scritta verso la fine del III secolo a.C. Il nome deriva da quello dei due personaggi principali, nonché fratelli gemelli. La commedia, in apparenza movimentatissima, tratta di un evento molto semplice: lo smarrimento e rapimento di Menecmo I e le peripezie che consentono ai due gemelli di incontrarsi di nuovo e tornare insieme in patria.
Attorno all'omonimia e alla straordinaria somiglianza tra i due fratelli viene costruito da Plauto il prototipo della commedia degli equivoci, simile per genere all'Anfitrione e alle Bacchidi: la comparsa di Menecmo II, che non ha mai smesso di cercare il fratello, a Epidamno, dove Menecmo I si è creato la sua nuova vita, scatena un susseguirsi di situazioni confusionali, comiche per necessità.

## Trama

### Prologo (vv. 1-76)
Il prologo è forse recitato da Messenione, servo di Menecmo II, il quale espone al pubblico «tutti i particolari della faccenda», ovvero tutte le vicende da conoscere prima di addentrarsi nella commedia.

Si tratta della storia di due gemelli. Quando erano fanciulli il loro padre, un mercante di Siracusa, aveva deciso di portare con sé uno dei due gemelli al mercato di Taranto: nella ressa, il bambino si era smarrito, ma era stato ritrovato da un uomo originario di Epidamno che lo aveva adottato come figlio legittimo. Il padre del bambino smarrito si ammalò e morì in pochi giorni per il dolore. Fu così che il nonno decise di dare all'altro gemello il nome del bambino disperso, Menecmo. Menecmo II (così lo chiamiamo per distinguerlo da quello che si era perso nella ressa del mercato) una volta diventato adulto intraprende incessanti ricerche per trovare il fratello, finché non giunge a Epidamno con il servo Messenione.
Personaggi presenti sulla scena
- Mosco
- il nonno dei gemelli

### Atto I (vv. 77-225)
Il primo atto si apre con la presentazione di Spazzola (Scopetta) agli spettatori. Egli spiega, con frasi tipiche del suo personaggio, il motivo (la sua golosità) per cui si chiama così (è detto Spazzola per il modo in cui ripulisce la tavola soprattutto nei ricchi banchetti, degni delle feste di Cerere, offerti dalla liberalità di Menecmo I) e di essere il parassita dello stesso Menecmo I. Dopo aver atteso impazientemente la venuta del suo padrone, che stava litigando pesantemente con sua moglie per l’eccessiva severità di lei, Spazzola lo incontra e, prima di recarsi da Erozia, gli promette che non dirà nulla di quello che accadrà al banchetto, pena la rimozione di un occhio. Menecmo I approfitta volentieri della sua compagnia e cede a Erozia un pregiato mantello da 4 mine, sottratto in precedenza alla moglie, che gli stava bene addosso e lo faceva assomigliare all’aquila che rapisce Ganimede. In attesa del pranzo a base di animella di porco, lardo e testa di maiale imbandito dalla cortigiana, Menecmo I, seguito dal parassita, si reca nel foro a sbrigare una faccenda. Nello stesso tempo Erozia dà disposizioni al suo cuoco, Cilindro, inviandolo al mercato con 3 nummi per comprare il cibo per 3 persone (il parassita viene detto scherzosamente che ne vale 8)
Personaggi presenti sulla scena
- Spazzola
- Menecmo I
- Erozia
- Cilindro

### Atto II (vv. 226-445)
L’atto inizia con la presentazione di Menecmo II (in origine Sosicle) e del suo schiavo Messenione, appena giunti ad Epidamno. Terminate le spese al foro, Cilindro incontra Menecmo II, appena sceso dalla nave alla ricerca del fratello (atto che dura da 6 anni lungo tutta la penisola italiana) e, naturalmente, lo scambia per Menecmo I (1º equivoco). Lo straniero rimane sconcertato, ordina al cuoco di prendere un nummo ed immolare un maiale sacrificale vista la sua pazzia (infatti, scambiandolo per Menecmo I, Cilindro gli dice che il pranzo è pronto) e chiede spiegazioni al suo schiavo Messenione, il quale lo mette in avviso, definendo Epidamno «città dei truffatori da cui nessuno esce senza danno». Pensano, dunque, che si tratti del raggiro di qualche cortigiana che manda i suoi servi al porto. Ma ecco che appare Erozia e vede Menecmo II, davanti alla sua casa. Lo invita così a entrare scambiandolo per il suo amante, tornato in anticipo dal foro (2º equivoco). Menecmo II, inizialmente riluttante, accetta l'invito della donna e il compito di portare dal sarto il mantello a lei donato, mentre il suo servo si dirige alla locanda, preoccupato che la meretrice possa portare via ogni bene al suo padrone.
Personaggi presenti sulla scena
- Erozia
- Menecmo II
- Messenione
- Cilindro

### Atto III (vv. 446-558)
Menecmo II esce, soddisfatto e con il mantello (che non ha intenzione di restituirle), dalla casa di Erozia. Spazzola, intanto, tornato dal foro, credendo di vedere il suo padrone (3º equivoco), si arrabbia accanitamente con lui, accusandolo di averlo abbandonato all’assemblea ed escluso dalla possibilità di "spazzolare" il pranzo che Erozia aveva promesso. Per vendicarsi, Spazzola decide di svelare tutte le malefatte del marito alla moglie. A Menecmo II viene dato anche un bracciale d’oro, che in precedenza Menecmo  aveva rubato alla moglie per donarlo a lei, e a cui Erozia vuole fare aggiungere un’oncia d’oro per rinnovarlo.
Personaggi presenti sulla scena
- Spazzola
- Menecmo II
- schiava di Erozia

### Atto IV (vv. 559-700)
L’offesa moglie di Menecmo, udite da Spazzola (e di nascosto da Menecmo, che si rimproverava di essere andato al foro ed era soddisfatto di avere rubato il mantello a sua moglie e averlo dato ad Erozia) le azioni spregevoli del marito e di Menecmo II (che aveva insultato Spazzola con indosso una corona di fiori lasciata vicino alla casa dell’amante), caccia di casa lo sposo finché non le riporterà il mantello. Menecmo I decide allora di trovare alloggio a casa di Erozia, ma anche costei lo caccia in malo modo quando egli le chiede la restituzione del mantello, ormai nelle mani del gemello dopo essere stato oggetto di mille peripezie, insieme al braccialetto.
Personaggi presenti sulla scena
- Menecmo I
- Menecmo II
- Erozia
- moglie di Menecmo I

### Atto V (vv. 701-1162)
Menecmo II incontra la moglie di suo fratello (4º equivoco), che lo rimprovera e chiede al suo servo Decio di portare da lei suo padre. Il vecchio, che inizialmente dava ragione al genero, prende le difese dalla figlia quando Menecmo II insiste a negare di esserne il marito. Per sottrarsi a una situazione che si fa sempre più ingarbugliata, Menecmo II inizia a fingersi pazzo, immaginando di parlare con Apollo, il quale gli consiglia di picchiare la cognata e uccidere il vecchio schiacciandolo con una quadriga. Sentite queste parole, il vecchio va a chiamare un medico, a cui chiede una diagnosi del matto. Nel frattempo. sopraggiunge Menecmo I, viene scambiato per il fratello gemello e interrogato dal medico: non comprendendo gli avvenimenti, Menecmo I  viene ritenuto pazzo. Il medico gli consiglia una cura a base di elleboro (una pianta medicinale che si prescriveva per curare la pazzia), ma Menecmo I rifiuta, insulta il medico e viene portato via a forza da 4 persone (5º equivoco). Messenione vede catturare colui che crede il suo padrone e lo soccorre prontamente, togliendolo dalle mani degli schiavi fustigatori: Menecmo I, riconoscente, gli promette la libertà e Messenione, a sua volta, gli promette di riportargli il prima possibile la borsa coi soldi e le valigie, che Menecmo II gli aveva affidato prima di entrare per la prima volta in casa di Erozia  (6º equivoco). Il servo incontra poi Menecmo II (7º equivoco), che lo rimprovera per non essersi presentato da lui e nega di averlo affrancato. A questo punto,  Menecmo I compare in scena e i due gemelli si ritrovano l'uno di fronte all'altro. Messenione capisce e, ponendo a entrambi una serie di domande  - il nome del loro padre, ovvero Mosco, la città natale, Siracusa, il ricordo più antico che avevano, ovvero il giorno della fiera di Taranto dove si era perso Menecmo I, quando aveva appena 7 anni - riesce a dimostrare che Menecmo I è il fratello gemello che Menecmo II va cercando da tanto tempo. I due gemelli riescono finalmente a ricongiungersi e Messenione viene liberato. Menecmo I decide di tornare a Siracusa col fratello, ma, prima di farvi ritorno, decide di mettere all'asta  - che verrà affidata a Messenione e dovrà tenersi di lì a 7 giorni -  tutti i suoi beni, moglie compresa. Messenione bandisce l'asta e sarcasticamente afferma che dalla vendita si ricaveranno a stento 50 sesterzi. Sul bando d'asta di Messenione la commedia si chiude
Personaggi presenti sulla scena
- Menecmo I
- moglie di Menecmo I
- Messenione

## Esame dei personaggi in ordine di importanza
| Personaggi        | Presenza sulla scena |
| ----------------- | --- |
| Menecmo I         | Proemio. Atto I, scena 2: dialogo con Spazzola. Atto I, scena 3: dialogo Spazzola e Erozia. Atto IV, scena 2: dialogo con Spazzola e sua moglie. Atto IV, scena 3: dialogo con Erozia. Atto V, scena 6: dialogo con schiavi, il Vecchio e Messenione. Atto V, scena 8: dialogo Messenione e Menecmo II. |
| Menecmo II        | Proemio. Atto II, scene 1-3: dialoghi con Messenione Erozia e Cilindro. Atto II, scene 2-3: dialoghi con la Schiava e Spazzola. Atto V, scene 1-3: dialoghi con il Vecchio e la Matrona. Atto V, scena 5: Monologo. Atto V, scena 8: dialogo con Menecmo I e Messenione.                                |
| Spazzola          | Presente in tutto il primo atto: inizialmente con un monologo poi nei dialoghi con Menecmo I ed Erozia. Atto III, scene 1-2: dialogo con Menecmo II. Atto IV, scene 1-2: dialogo con la Matrona e Menecmo I.                                                                                            |
| Messenione        | Atto II, scena 1: dialogo con Menecmo II. Atto II, scena 2: dialogo con Cilindro e Menecmo II. Atto V, scena 5: (monologo). Atto V, scena 8: dialogo con i due gemelli. |
| Erozia            | Atto I, scena 3: dialogo con Spazzola e Menecmo I. Atto I, scena 4: dialogo con Cilindro. Atto II, scena 3: dialogo con Menecmo II e Messenione. Atto IV, scena 3: dialogo con Menecmo I. |
| Matrona           | Atto IV, scena 1: dialogo con Spazzola. Atto IV, scena 2: dialogo con Menecmo I e Spazzola. Atto V, scena 1: dialogo con Menecmo II. Atto V, scena 2: dialogo con Menecmo II e il Vecchio. |
| Cilindro          | Atto I, scena 4: dialogo con Erozia. Atto II, scena 2: dialogo con Menecmo II. |
| Schiava           | Atto III, scena 3: dialogo con Menecmo II. |
| Vecchio           | Atto V, presente nella gran parte dell'atto, al soccorso della figlia. |
| Medico            | Atto V, scene 4 e 5: dialoghi con il Vecchio e con i gemelli. |
| Mosco             | Menzionato solo nel proemio. |
| Nonno dei gemelli | Menzionato solo nel proemio. |
| Epidammo          | Menzionato solo nel proemio. |

## I personaggi della commedia
Nei Menecmi è facile individuare alcuni dei caratteri utilizzati più frequentemente da Plauto nelle sue opere pervenuteci. I caratteri riscontrati sono:
- il vecchio (in latino senex): generalmente tirchio, avaro e in conflitto con il figlio. Nella commedia ben si presta alla figura del suocero di Menecmo I. Prenderà le difese della figlia una volta venuto al corrente del tradimento subito: non per una questione morale, ma perché è stata derubata dei suoi averi.
- il servo (in latino servus): sia egli astuto o sciocco, è sempre alle dipendenze del padrone. Messenione rappresenta il caso limite per le commedie plautine: egli è realmente fedele al suo padrone, è saggio e ritiene che questo sia l'unico modo per poter guadagnarsi, un giorno, la libertà.
- la cortigiana (in latino meretrix): la donna maliziosa di cui i giovani protagonisti si innamorano. Nel caso dei Menecmi ella è incarnata nel personaggio di Erozia.

I personaggi sopra citati sono maschere fisse ed è per questo che il pubblico era in grado di riconoscere il loro ruolo nel momento in cui entravano in scena o venivano citati. Rappresentavano, insomma, uno stadio elementare dei rapporti sociali e apparivano prevedibili nelle loro azioni a causa della loro mancata caratterizzazione introspettiva.
Tra le figure minori vanno invece ricordate:
- l'ancilla, al seguito della cortigiana;
- il parassita;
- il cuoco.

Questi ultimi non sono personaggi ininfluenti ai fini della commedia presa in esame. Difatti in altre commedie di Plauto, questi ruoli diventano così caratterizzanti tanto da dare il titolo alla commedia (classico è l'esempio del Miles Gloriosus).
Nei Menecmi va sottolineata la caratterizzazione data al personaggio di Spazzola.
Nella versione latina infatti è chiamato Peniculus. Questo è un nome parlante che non rende nella traduzione italiana: "peniculus" significa pennello, coda e, fuor di metafora, caratterizza una persona talmente ingorda da “spazzare via” tutti i cibi presenti in tavola. È il classico mangione, scroccone, un po' buffone e un po' consigliere. Pur essendo il personaggio socialmente più debole, sulla scena è la figura centrale e punto di attrazione per il pubblico e per gli altri personaggi. Tale figura era presente e molto conosciuta nella commedia greca di mezzo e nuova.

## Lo stile

### La metrica
L'originalità di Plauto resta affidata alla sua creatività linguistica e metrica. Un tratto identificante è quello dei cantica, parti in metri lirici accompagnate da musica. Ne I Menecmi infatti, i principali metri utilizzati sono il senario giambico e il settenario trocaico: il primo veniva recitato, il secondo invece, poteva essere accompagnato dal flauto. È una grande differenza rispetto alla commedia nuova che non conosceva, di regola, parti cantate: Plauto più di ogni altro autore di palliata trasforma i brani in parti cantate, scritte in metri lirici.
C'è da chiedersi tuttavia perché certe commedie plautine siano ricche di cantica e altre meno: una risposta sicura è che, se la compagnia teatrale era composta da bravi attori, Plauto non avrà avuto difficoltà a trasformare in cantica parti più estese dell'opera stessa. È ciò che accadeva anche ai compositori d'opera: Mozart scrisse una difficile parte di soprano ne Il ratto dal serraglio perché la primadonna della compagnia era in grado di farlo.

### Il linguaggio
Plauto si avvale del sermo familiaris, cioè il linguaggio della conversazione quotidiana nella Roma antica (Ideo quia mensam quando edo detergeo: perché a tavola quando mangio, io spazzo, faccio piazza pulita).
Poche sono le formule dialettali (il cosiddetto sermo rusticus) ed esigui risultano i ricorsi a uno stile aulico (di te amabunt quisquis es: chiunque tu sia, che gli dei ti proteggano).
Il linguaggio che prevale sulla scena è caratterizzato dal discorso diretto tra i vari personaggi. È presente il discorso indiretto libero nel Prologo e nel primo atto con l'entrata in scena del parassita Spazzola.
In particolare, nel Prologo le circostanze che precedono l'inizio dell'azione sono chiaramente esposte da Plauto che per rendersi ben comprensibile al pubblico adotta quasi movenze da racconto di fiaba.
Infine, numerose all'interno del testo sono le figure retoriche, soprattutto l'allitterazione “proferam progredire proebabo: che io mi affretti, e allora io cerco di affrettarmi”, “rapidus raptori pueri: rapida la corrente rapì il rapitore” .

## Il teatro come gioco
Come in quasi tutte le commedie plautine, l'autore smaschera la finzione teatrale per richiamare i lettori e rompere l'illusione scenica. Anche nei Menecmi è ben visibile il carattere fittizio dell'evento teatrale: quest'azione si manifesta tramite alcuni procedimenti quali il metateatro, l'ambientazione, i riferimenti al mondo romano e il ribaltamento delle tradizionali gerarchie di potere.

### Il metateatro
In questa commedia la forma di metateatro utilizzata da Plauto presenta l'assimilazione degli inganni e delle beffe, tramati dal servo ai danni della commedia, con l'identificazione del servo stesso con il poeta comico: es. “Vosque omnis quaeso, si senex revenerit, ni me indicetis, qua plate hinc afugerim: Cari spettatori, vi raccomando: se il vecchio ritorna, acqua in bocca. Nessuno glielo dica da che parte me la sono squagliata”.

Questi segmenti metateatrali sono realizzati per mezzo di espedienti come la meditatio del servo che si concentra sul tentativo di risolvere un grave problema. Non a caso il servo è il personaggio che più di ogni altro gioca con le parole; egli è il portavoce dell'originale creatività verbale di Plauto.
Caratteristica è la conclusione della commedia: “Nunc, spectatores, valete et nobis clare plaudite: E ora, spettatori, a voi buona salute, a noi un bell'applauso.”

### Ambientazione
La commedia I Menecmi è ambientata a Epidamno, l'odierna Durazzo.
I luoghi citati sono:
- il porto in cui sbarca Menecmo II;
- il foro da cui torna Menecmo I;
- la casa di Menecmo I;
- la casa della meretrice Erozia.

L'allestimento scenico era estremamente semplice, rappresentato da due o tre case davanti alle quali passa la strada pubblica. Lo spettatore antico doveva, pertanto, lavorare di molta fantasia.

### Riferimenti al mondo romano
La commedia costituisce uno straordinario documento storico di costume, consentendoci di gettare lo sguardo all'interno della società romana. L'ambiente in cui si svolgono i fatti è solo nominalmente greco, perché poi gli elementi che lo compongono sono tutti romani. Numerosi sono i termini greci che testimoniano la diffusione non solo della lingua, ma del costume greco. I riferimenti alla cultura greca vengono pertanto utilizzati come espediente per creare un'identificazione scenica tra il pubblico e i personaggi, cosicché il pubblico presente potesse accostare i fatti a ciò che invece erano situazioni-tipo del vivere quotidiano di Roma. In questo modo gli intrighi, le tensioni, le trame, diventano motivi universali e riscontrabili per qualunque generazione.
Ecco i principali richiami al mondo romano:
- il foro;
- i nomi delle monete (vedere: monetazione romana);
- l'abbigliamento (mantello per le donne e clamide per gli uomini);
- il Tribunale da cui torna Menecmo I (con relative citazioni alle cariche politiche romane);
- i mezzi di trasporto (es. quadriga);
- le cure mediche (es. contro la pazzia fatte con l'elleboro);
- le imprecazioni (es.: «Per Giove!», «Che gli dei mandino in rovina…»).

### Il mondo alla rovescia
Nei Menecmi assistiamo al ribaltamento dei ruoli dei personaggi, poiché le gerarchie di potere differiscono dai modelli originari: troveremo così lo schiavo che umilia il padrone, le mogli che tradiscono i mariti, i giovani che hanno sempre successo nella vita senza dover rendere conto a nessuno, caratteri fuori dall'ordinario per l'antica Roma.
In questo ambito si colloca un ribaltamento molto interessante: quello del ruolo del giovane protagonista (in latino adulescens). Egli è perfettamente inglobato nel ruolo di innamorato dominato dalla passione amorosa ma il ricorso al linguaggio militare crea un effetto straniante e ridicolo.
Basta prendere come esempio questo passo: “dove sono questi mariti scapestrati? Che aspettano a portarmi regali e congratularsi con me per il mio eroico comportamento? Poco fa, là dentro, ho sottratto a mia moglie questa sopravveste; la porto alla mia bella. Così bisogna fare: dar la baia per bene a quest'accorta spia. Che colpo! Bello, destro, a regola d'arte![…] ho sottratto la preda al nemico, per salvare i nostri alleati” (vv. 128-134) per rendersi conto dell'incongruenza del personaggio di Menecmo I che parla da uomo audace, vittorioso e soddisfatto di sé, solo per il fatto di essere riuscito a sottrarre lo scialle alla uxor. Il paragone lo rende estremamente ridicolo e manifesta un allontanamento dal mondo bellico di cui lui dovrebbe, invece, far parte.

## Fortuna letteraria e rielaborazioni
Menecmi fu una delle commedie più in voga in età umanistica. Oltre a diventare oggetto di lavoro filologico, fu rappresentata in più occasioni:
- nel 1486 alla corte di Ercole I in onore di Francesco II Gonzaga, promesso sposo a Isabella d'Este, inaugurando con questo spettacolo il festival teatrale delle commedie plauto-terenzine in volgare;
- nel 1488 per Lorenzo il Magnifico. Il Prologo fu scritto da Angelo Poliziano;
- nel 1488 per Francesco II Gonzaga e Ludovico il Moro.

I Menecmi sono stati rielaborati anche da molti autori successivi. Uno dei riadattamenti più conosciuti è sicuramente La commedia degli errori di William Shakespeare. Qui viene fatto riferimento ai Menecmi sia quando si accenna alla città di Epidamno, sia puntando sulla presenza di due gemelli, uno dei quali, com'è facile intuire, proviene da Siracusa.
Il tema degli equivoci è presente anche:
- nei Simillimi di Gian Giorgio Trissino;
- nella Calandria di Bibbiena (1508);
- la Commedia di Plauto viene citata in Basile, Lo Cunto de li Cunti nel prologo di apertura (1634)
- nei Menechmes di Jean Rotrou (1636);
- nei Les Menechmes ou les jumeaux di Jean-François Regnard (1705);
- nella Dodicesima notte, ancora di William Shakespeare;
- ne I due gemelli veneziani di Carlo Goldoni (1747).